# Her Majesty
Her Majesty è una canzone dei Beatles del 1969, comparsa nell'album Abbey Road.

## Il brano
Questa è la canzone più corta della band liverpooliana ed è anche la prima ghost track moderna. Era stata scritta da Paul McCartney e doveva stare al sesto posto del lato B di Abbey Road, tra Mean Mr. Mustard e Polythene Pam, ma non piacque all'autore che chiese al tecnico, John Kurlander, di buttarla via. Poiché a quest'ultimo era stato detto di non eliminare niente del gruppo, decise di metterlo in fondo al Lato B, dopo The End, ovvero all'undicesimo posto. Sebbene fossero rimasti gli ultimi accordi di Mean Mr. Mustard, quest'idea piacque anche al gruppo, che però non volle farlo comparire nell'elenco dei brani nell'album ma solo nelle successive ristampe.

## Formazione
- Paul McCartney: voce principale, chitarra